# Lleó III d'Armènia
Lleó III o Levond III (armeni: Լեիոն Բ) (vers 1236-1289) fou rei del Regne Armeni de Cilícia, fill de Hethum I, que va succeir al seu pare quan va abdicar el 1269. Nominalment tenia el dret successori per la mare, Isabel d'Armènia Menor, que havia mort el 1252. Fou el segon rei de la dinastia hethumiana. Apareix també com Lleó II perquè els dos sobirans anteriors d'aquest nom (Lleó I d'Armènia Menor i Lleó II d'Armènia Menor) només el segon fou rei, però el primer només fou príncep.
El 1262 es va casar amb Kirana, la filla i hereva d'Hethum de Lampron. El 1266 durant la invasió dels mamelucs del país va caure presoner dels musulmans i el seu germà Toros va morir en la batalla de Darbesac. Fou alliberat el 1268 a canvi de diners i l'entrega de districtes fronterers a la zona del golf d'Alexandreta i als colls del Taure.
El 1269 el pare es va retirar a un monestir i va abdicar al seu favor.
Va començar el seu regnat el mateix 1269 viatjant a la cort del kan de Pèrsia, l'il-kan Abaqa, per demanat ajut. Es va reconèixer vassall de l'Il-kanat i va demanar el seu suport contra els mamelucs.
El 1274 o 1275 els mamelucs van saquejar altre cop el país, especialment Ajas, Mamistra i Tars. El 1280 va arribar a Síria un exèrcit mongol i els armenis s'hi van afegir, però foren derrotats pels mamelucs a Homs i rebutjats cap a l'Eufrates.
Va tenir quinze fills, vuit mascles i set femelles, a més de dos fills i dues filles que van morir infants:
- Hethum II (rei 1289-1296, 1299-1301)
- princesa Fimi (nascuda 1266)
- princesa Sibil·la (nascuda vers 1269)
- Toros III (rei associat 1294-1296)
- Rupen nascut 1272)
- princesa Zablun (nascuda 1274)
- princesa Isabel (nascuda 1276)
- Simbaci (rei 1296-1299)
- Constantí II (rei 1299)
- princesa Isabel (morta 1321), casada amb Amalric de Tir
- princesa Teofania (nascuda 1278)
- Rita d'Armènia, casada amb Miguel IX Paleòleg, coemperador del seu pare Andrònic II Paleòleg
- Narses d'Armènia (nascut vers 1279}
- Oshin (rei 1308-1320)
- Alinakh (nascut vers 1283}

Va morir el 1289 i el va succeir el seu fill gran Hethum II.
| Precedit per: Hethum I | Regne Armeni de Cilícia 1269-1289 | Succeït per: Hethum II |